# برانکو اشترابتس
برانکو اشترابتس (صربی: Штрбац Бранко؛ زادهٔ ۲۵ ژوئیهٔ ۱۹۵۷) بازیکن هندبال اهل یوگسلاوی بود.